# Jazmin Carlin
Jazmin Carlin (n. 17 septembrie 1990, Swindon, Anglia, Regatul Unit) este o înotătoare britanică, medaliată olimpică. A participat la o ediție a Jocurilor Olimpice (2016) în care a câștigat o medalie de argint.